# Aizy-Jouy
Aizy-Jouy település Franciaországban, Aisne megyében. Lakosainak száma 308 fő (2022. január 1.). Aizy-Jouy Celles-sur-Aisne, Chavignon, Ostel, Sancy-les-Cheminots, Vailly-sur-Aisne és Pargny-et-Filain községekkel határos.

## Népesség
A település népességének változása:
| Lakosok száma | 232  | 230  | 242  | 301  | 304  | 293  | 291  | 294  | 299  | 308  |
|               | 1975 | 1990 | 1999 | 2011 | 2013 | 2016 | 2017 | 2019 | 2020 | 2022 |